# 좌익 포퓰리즘

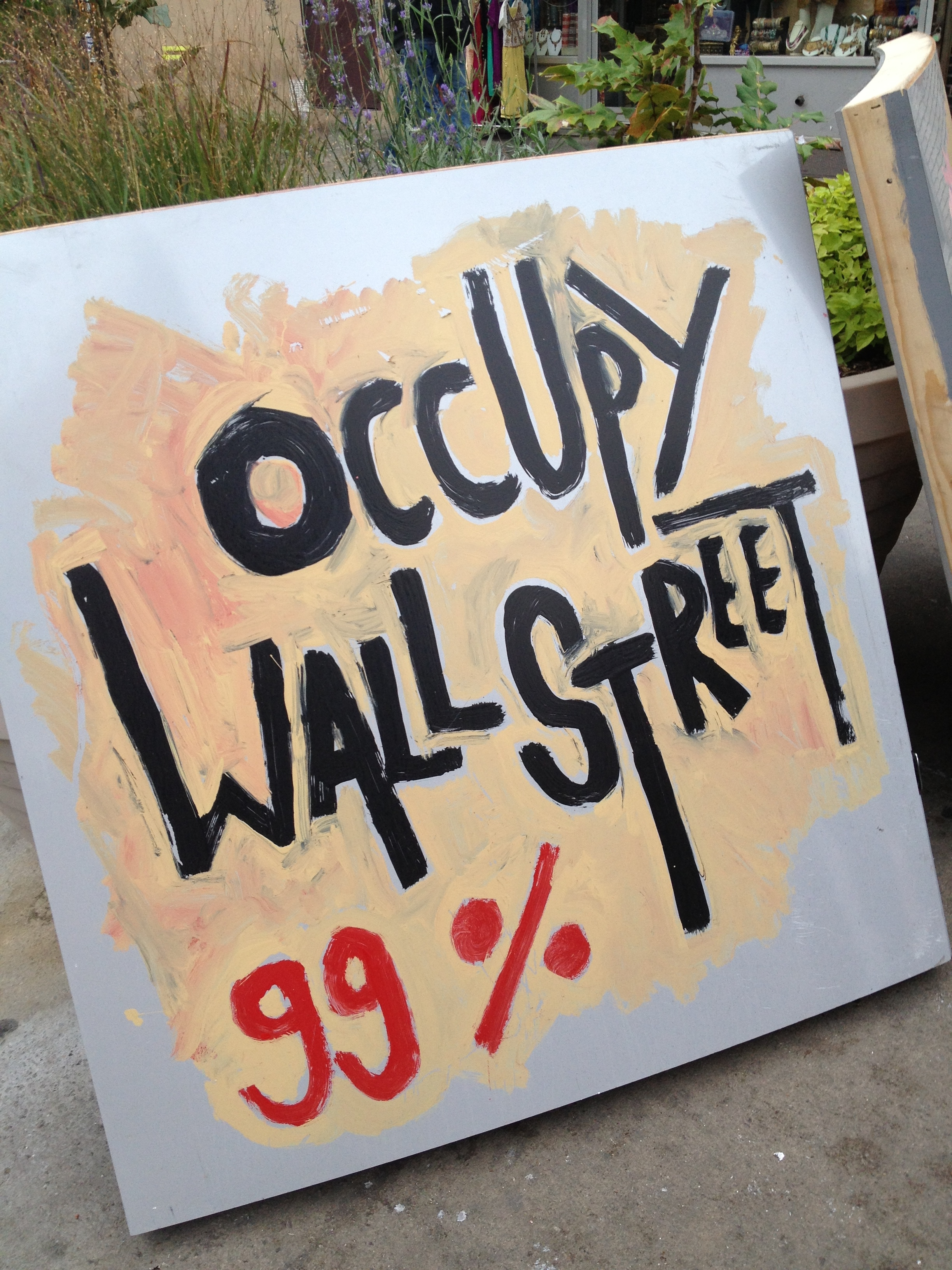
월가를 점령하라 시위의 사인

좌익 포퓰리즘(영어: Left-wing populism) 또는 좌익 대중주의(左翼大衆主義)는 좌익 정치에서 포퓰리즘의 수사를 차용한 정치 사상이다.
좌익 포퓰리즘 운동은 빈곤한 노동 계층, 피억압자를 대표하는 광범한 대중 운동에 기반하고 있으며, 이들이 주장하는 가치를 행동 근거로 삼고, 철저히 이들의 요구에 따라 운동이 진행된다. 그리고 이에 따라 노동조합의 간부와 몇몇 노동운동가에 의해 지도되었던 과거 사회주의 이념의 영향력은 좌익 포퓰리즘 운동에서 축소된다. 우익 포퓰리즘과의 대표적 차이는 사회적 소수자에 대한 대우 따위가 있다.
특히 남미에서 세력이 강하여 카리스마적 지도자들을 중심으로 한 아르헨티나의 키르치네르주의, 브라질의 룰라주의, 베네수엘라의 차베스주의를 비롯하여 여러 국가에서 좌익 대중주의 정당들이 집권한 바 있다. 유럽의 일부 국가에서는 유럽 국가 부채 위기 이후 우익 포퓰리즘과 함께 시리자, 포데모스 등 좌익 포퓰리즘 운동을 내세운 정당들이 새로이 떠오르기 시작했다. 미국의 좌익 포퓰리즘 운동은 민주사회주의와 연관되는 경향이 있는데 버니 샌더스, 알렉산드리아 오카시오-코르테스 등이 대표적 인물로 알려져 있다.

## 개요
좌익 포퓰리스트 운동의 시작점은 서유럽의 68혁명이라고 할 수 있다. 이 시기 노동조합을 지도하던 프랑스 공산당이 68운동을 소부르주아 군중의 소요 사태라고 규정한 데에 대해서, 68운동을 주도한 몇몇 학생 운동 연합은 기존의 엘리트주의에 기초한 좌익 운동(구좌파)이 변하여 대중 중심이 되어야 한다고 하였고 이는 신좌파 운동의 발흥으로 이어졌다. 그러나, 이는 어디까지나 대학 사회에서 일어난, 지식인에 의한 운동이었기에 포퓰리즘이라고 할 수 없다는 점에서 예비적인 단계에 불과했다고 할 수 있다.
좌익 포퓰리즘은 소비에트 연방 붕괴 후 기존 마르크스-레닌주의 이념에 기초한 사회주의 운동이 파산을 맞이하면서 새롭게 등장하기 시작했다. 탈냉전을 통해 좌익주의 운동에서 마르크스주의의 영향력은 급속도로 위축됐는데, 이 과정에서 좌익 포퓰리즘 정치 이론은 대안적인 반자본주의 담론을 연구하는 몇몇 이론가에 의해 발전됐다. 1990년대의 준비기를 거쳤고, 신자유주의 세계화가 본격적으로 진행되는 와중에 정치 운동으로 성장하기 시작했다.
2000년대에 들어서 미국의 중동 사태 개입 명분이 허위로 드러나고, 미국에 의한 세계 경제 위험이 증대되면서, 개발도상국과 일부 유럽 국가 사이에서 진보적 포퓰리즘 운동이 대두됐다. 이 운동은 미국의 패권주의와 제국주의에 반대하고, 국내 정치, 경제 문제를 해결하는 원동력을 기존의 엘리트나 기성 정치인이 아닌, 하위 계층에 속하는 군중과 일부 대안 이론을 펼치는 이론가에게 집중하고 있다. 이 과정에서 좌익 포퓰리즘은 강한 평등주의를 고수하고 있고, 인종주의 비판과 더불어, 간접 민주제의 기만성을 폭로하는 방식으로 성장했다.
진보주의 학자와 단체는 좌익 포퓰리즘이 기존의 정치 틀에서 벗어난, 새로운 형태의 진보적 흐름이며, 군중을 정치 일선에 내세우고, 그들과 함께하여 진보적 대안 이론과 진보적 담론을 적극적으로 확산한다는 점에서 긍정적으로 평가한다.

## 운동 양상
좌익 포퓰리스트 운동은 단일한 이론 체계로부터 생성된 것은 아니며, 다양한 대안 운동 이론, 대안 경제 이론을 포괄한다. 이러한 기반 위에서 좌익 포퓰리즘은 기존 자유민주주의 질서에 대한 비판과 함께 강한 평등주의가 혼합된 정치 운동을 지향하고 있다.
이 운동은 대안 정치와 경제를 구성하는 과정에서 사회주의 이론을 부분적으로 받아들이나, 엄밀히 말해 사회주의 운동으로서의 정체성을 갖고 있지는 않는다. 단일 쟁점 정치라는 포퓰리즘의 특성에 걸맞게, 사회 구조를 하나의 통합적인 시각에서 보지 않는다. 따라서, 이들은 각 사회 문제에 속한 해결법을 따로 연구하고, 그에 맞는 진보적인 해결 방식을 도입하려고 한다.
좌익 포퓰리스트 운동의 주된 요구 사항은 각 나라마다 그 내용이 조금씩 다르지만, 적지 않은 공통점을 갖고 있다. 좌익 포퓰리스트 운동의 요구에는 빈곤층 시민이 정치에 직간접적으로 영향력을 행사할 수 있는 제도적 장치의 마련, 기존 자본주의 시장 경제 질서의 문제점을 해결할 수 있는 대안적 정치·경제 모델의 신속한 도입, 기타 소수자 권리 옹호, 환경 보호, 인종주의 반대, 군중 조직에 의해 직접적으로 이끌어지는 지역 정치 등이 있다.
유럽에서 좌익 포퓰리즘은 스페인의 포데모스, 이탈리아의 오성 운동, 그리스의 시리자를 중심으로 퍼지고 있다. 이들은 대안 세계화를 주장함과 더불어, 기존 사회민주주의 정치의 미온성을 비판하였다. 그러나, 시리자의 경우는 초기에 유럽회의주의를 주장하였음에도 불구하고 현재 유럽 연합에 남아 있기를 택한 상태이다. 포데모스와 오성 운동은 선거 연합을 통해 그 선명성이 상당히 약해졌다. 이러한 점에서 서유럽에서 좌익 포퓰리즘은 기존의 엘리트 정치와 타협했다는 비판을 받고 있다.
남아메리카에서 이 운동을 구현하는 대표적인 나라로는 베네수엘라가 있다. 베네수엘라의 통합사회당이 주도하는 볼리바르 혁명이 근간으로 하는 차베스주의 이념은 좌익 포률리즘의 성격을 갖고 있으며, 남아메리카와 서유럽의 진보적인 대안 정치에 영향을 줬다.

## 대한민국에서 좌익 포퓰리즘
대한민국에서 전통적인 좌익 노선은 사회 구성체 담론에 기초한 마르크스-레닌주의 노선이었으며, 1991년 소비에트 연방 붕괴 후에는 사회민주주의와 기타 개량주의라는 협조주의에 기반하였다.
그러나, 대한민국 사회에서 사회민주주의 이념의 유효성에 대한 회의감이 진보 운동 내부에서도 증대하기 시작했고, 이는 기존 유럽의 이념에서 탈피한 새로운 형태의 진보 운동을 파생하였다. 이후 좌익 포퓰리즘은 미국의 패권주의가 한반도 문제에 악영향을 주고, 이러한 문제가 국내 빈곤층의 생활 문제와 무관하지 않다는 담론이 과거 사회 구성체 담론과 무관하게 이어지면서 본격적으로 생겨나기 시작했다. 2016년 민중연합당이 출범했을 때, 기존 사회 구성체 담론에서 벗어난 대안의 노동 운동이 형성됐고, 이 과정에서 몇몇 요소가 포퓰리즘 수사와 결부하게 됐다.
2025년 현재, 대한민국 정치계에서 가장 대표적인 좌익대중주의 정치인은 이재명으로 평가된다. 그는 많은 복지, 강한 반서방 성향, 급진적인 페미니즘 정책등을 내세운다.

## 비판
좌익 포퓰리즘은 21세기에 대두된 새로운 좌익 운동으로서 대중 운동을 성장시켰다는 긍정적인 점이 있지만, 동시에 그에 따른 비판도 상당히 많다.
자유주의 이념을 근간으로 하는 정당과 단체는 좌익 포퓰리즘이 법치주의 원리를 파괴하고, 민주주의의 질을 후퇴했다고 비판한다. 이들은 기존 민주주의 체제에서 지켜지던 절차의 공정성과 숙의를 경시하였고, 그 결과 우익 포퓰리스트 운동과 마찬가지로 전체 정치 운동의 극단화를 초래했다는 것이다.
보수주의자들은 좌익 포퓰리즘이 유아적인 정치 관점에 사로잡혔다고 비판한다. 이어서 이들은 이 운동이 사회에서 스스로를 발전시킬 의지가 존재하지 않는, 비생산적 불만자를 선동하고 자극하여 성장했으며, 결과적으로는 검증되지 않은 이론과 정책을 실시하여 국가에 혼란을 초래했다는 것이다.
마르크스주의 정당, 공산주의 정당에서 좌익 포퓰리즘은 소부르주아 좌익 운동에 불과하다고 판단한다. 각국 공산주의 정당은 좌익 포퓰리즘 운동이 자본주의에 대한 불투명한 이해도를 바탕으로 하여, 근본적인 체제 변혁의 사고가 없는 몇몇 지도자들에 의해 추동되는 대중 운동의 일종이라고 여기고 있다. 이어서 마르크스주의자들은 이 운동이 겉으로 봐서는 하층민을 위해 커다란 변혁을 이끌어낼 것 같지만, 실제로 이들이 정권을 잡을 경우에는 정치 투쟁의 과정에서 대중 추수가 실패했을 때, 기존의 부르주아 정치성을 극복하지 못 하고, 자본주의를 수호하는 정치를 행할 것임을 폭로하고 있다.

## 정당
- 그리스
  - 급진좌파연합
- 남아프리카 공화국
  - 경제자유투사
- 네덜란드
  - 사회당
- 노르웨이
  - 사회주의 좌파당
  - 적색
- 대한민국
- 덴마크
  - 사회인민당
- 독일
  - 좌파
- 멕시코
  - 국가재건운동
- 미국
  - 민주당의 일부 정파
    - 콩그레셔널 프로그레시브 코커스
- 볼리비아
  - 사회주의운동당
- 브라질
  - 노동자당
- 스웨덴
  - 좌파당
- 스페인
  - 포데모스
- 아르헨티나
  - 승리를 위한 전선
- 에콰도르
  - 파이스 연립
- 일본
  - 레이와 신센구미
- 짐바브웨
  - 짐바브웨 아프리카 민족 연맹 - 애국 전선
- 체코
  - 시민권리당
- 대만
  - 시대역량
- 프랑스
  - 불복하는 프랑스
- 필리핀
  - 필리핀 민주당

## 같이 보기
- 급진주의
- 대안 세계화
- 룸펜 프롤레타리아
- 복지국가
- 21세기 사회주의
- 우익 포퓰리즘